# 土壤侵蚀强度分级
土壤侵蚀强度分级（英語：Standards for classification and gradation of soil erosion) 是中华人民共和国水利部于 1992 年制定并与 1997 年 5 月 1 日开始实施的一部行业标准，标准号为 SL190-96。该标准定义了对土壤侵蚀强度的分类。现行标准的标准号为SL190-2007。

## 总则
该标准是为统一水土流失调查而制定，适用于全国土壤侵蚀的分类与分级，主要引用《水土保持术语》（GB/T 20465-2006）